# Bulbjerg
Bulbjerg er en kalkstensklippe bestående af bryozokalk, der ligger ud til Vesterhavet i Nordvestjylland og når omkring 47 m højde. Digteren Blicher kaldte den i 1839 for "Jyllands eneste klippe" og eneste faste "bolværk mod havet". Fuglefjeldet bliver konstant udsat for nedbrydning af bølger, som tager store stykker ad gangen og spreder dem ud på stranden neden for Bulbjerg. Fuglefjeldet rummer bl.a. 500 par rider. Siden 1987 har der været observationer og yngleforsøg af mallemukker, der første gang ynglede med succes i 2000. Der er mulighed for at observere suler, kjover, lunder og andre havfugle ved pålandsvind.
Fra stenalderen og op til omkring starten af vores tidsregning, var Bulbjerg en ø i havet, der dengang dækkede dele af Thy. Det er i den periode, at de stejle kystskrænter dannedes mod vest og nord. Der er fundet beboelser fra stenalderen og bronzealderen i området.
Fra de ældste tider har Bulbjerg fungeret som en landkending for, hvor åbningen fra Vesterhavet ned til Vust og Limfjorden var. Denne havde vikingerne brugt i århundreder, når de sejlede ud fra Aggersborg, vikingefæstningen der ligger ikke så langt væk. Denne åbning fra Vesterhavet til Limfjorden sandede til i 1100-tallet. Dermed blev Limfjorden til en fjord.
I klart vejr kan man se Hanstholm og Rubjerg Knude.
I 1800-tallet blev der afholdt nationalfester ved Bulbjerg, og i 1900-tallet byggede man ved Bulbjerg et badehotel, der i slutningen af besættelsen 1940-1945 blev sprængt i luften.
I havet ud for Bulbjerg stod indtil 1978 den 16 meter høje klippe Skarreklit, der havde navn efter skarven, som havde en koloni her. Klippen væltede i en storm den 19. september 1978, og i dag når den kun op til vandoverfladen.
I sommeren 1996 blev der i en gammel bunker fra besættelsen åbnet en lille udstilling om Bulbjergs geologi, fugleliv og historie. Udstillingen er tilgængelig året rundt.
I nærheden af fuglefjeldet findes der en lille campingplads og lejrskolen Bulbjerghus.
I 1840, 1841 og 1842 afholdtes folkefest i Bulbjerg til kirkelig vækkelse.

## Galleri
- Skarreklit malet i 1845 af Vilhelm Kyhn
- Skarreklit i slutningen af 1800-tallet
- Skarreklit i august 1977, året før den væltede